# Eve Stephenson
Eve Stephenson (* 18. September 1969) ist eine ehemalige US-amerikanische Radrennfahrerin und Weltmeisterin.
Eve Stephenson war als Leistungs-Radsportlerin von Beginn bis Mitte der 1990er Jahre aktiv. Viermal platzierte sie sich bei UCI-Straßen-Weltmeisterschaften mit ihrem Team unter den ersten drei im Mannschaftszeitfahren; 1992 errang sie gemeinsam mit Janice Bolland, Jeanne Golay und Danute Bankaitis-Davis den WM-Titel. 1992 gewann sie die Women’s Challenge und 1993 die Tour de Toona.